# Бумажная марка
Бумажная марка (редко «папирмарка», нем. Papiermark) — неофициальное название денежной единицы Германской империи с 1914 по 1919 год и Веймарской республики с 1919 по 1923 год.

## История
Де-юре валюта Германии тех времен называлась просто «марка»,
понятие «бумажная марка» было введено, чтобы отличать подвергшиеся инфляции деньги от полноценных довоенных марок обеспеченных золотом и имевших хождение до августа 1914 года. С началом войны обмен денег на золото был отменен, во время войны новые марки обменивались на меньшее количество старых марок и для их различия старые стали называть золотыми, а новые — бумажными. 
После выхода Германии из Первой Мировой Войны инфляция марки еще не была очень сильной, хоть и уже ощущалась широкими слоями населения, сначала благодаря ускорению товарооборота и притоку новых денег в экономику промышленность выросла на 20 процентов, а безработица в 1922 году упала до одного процента. «Смазка инфляции», как назвал этот эффект берлинский историк экономики Карл-Людвиг Хольтфрерих, способствовала возрождению частного бизнеса. Этот короткий экономический бум был примечателен на фоне спада общемировой экономики. В США и Великобритании экономисты были очень озабочены стабильностью национальных валют и мирились с 20-процентной безработицей во благо стабильному доллару и фунту стерлингов.
Переломный момент наступил, когда Германия не смогла в полном объеме выплачивать репарации странам победителям Первой Мировой Войны, тогда в январе 1923 года французские и бельгийские войска оккупировали всю территорию Рурского региона, взяв находящееся там мощности по производству угля и кокса под свой контроль. В результате оккупации было занято около 7 % послевоенной немецкой территории, где добывалось 72 % угля и производилось более 50 % чугуна и стали. Немецкое правительство призвало рабочих на шахтах которые были под французской оккупацией, к забастовкам, и решило платить им социальные выплаты за счет бюджета.
Во втором полугодии 1923-го денежная масса бумажных марок стала стремительно расти и увеличилась в 130 тысяч раз, инфляция превратилась из «ползучей» в гиперинфляцию. Государственные типографии не успевали печатать деньги, приходилось привлекать частников. Иногда нули на банкнотах проставляли штампами. Для сокращения расходов было решено сэкономить на бумаге и красках для денег, так появились односторонние марки, напечатанные на низкосортной бумаге. Рабочие тогда получали зарплату несколько раз в день, чтобы они могли купить продукты до нового скачка цен. В конечном счете марками низких номиналов стали топить печи, поскольку это было дешевле, чем покупать дрова, а иногда ими оклеивали стены вместо обоев, марки отказывались принимать как валюту, население переходило на бартер, многие услуги (например в ресторанах) стали оплачиваться заранее, пока цены не выросли. На банкнотах бумажных марок достоинством свыше одного миллиарда их номинал указывался не в цифрах, а прописью, например: «десять миллиардов марок», а такие номиналы как триллион, дабы не пугать население, подписывали на деньгах как тысяча миллиардов. Когда цены росли каждый день, гиперинфляция стала давать все меньше и меньше прибыли, денег нужно было печатать с каждым разом еще больше чтобы покрыть расходы, ведь новые необеспеченные товаром деньги аккумулировались вместе со старыми только увеличивая свое обесценивание. Правительство шло на экстренные меры: известны случаи когда полиция устраивала рейды по кафе и ресторанам, отбирая иностранную валюту у их посетителей, а некоторые политики предлагали полностью отказаться от выплаты пенсий, но до этой меры не дошло.
В ситуации, когда марка оказалась полностью дискредитирована, многие города и предприятия начали печатать собственную валюту. Так, южнонемецкое промышленное общество выпустило банкноту номиналом 500 тысяч марок с надписью «Не хватит, чтоб купить угля? тогда смело кидай меня в печь» («Sollt’ ein Brikett noch teurer sein, steck’ ruhig mich in’ Ofen rein»). Тем не менее, гиперинфляция позволила выплачивать репарации странам победительницам Первой Мировой Войны, спасала правительство от необходимости платить по внутренним долгам (то есть по акциям госзайма), и поддерживала спрос, не давая окончательно умереть производству. Банкнотой с самым большим номиналом стали 100 триллионов марок.
В 1923 году бумажную марку заменила рентная марка по курсу 1 000 000 000 000 марок = 1 рентная марка (4,2 рентмарки = 1 доллар США), а в 1924 году с аналогичным курсом также выпущена в обращение рейхсмарка. Ввод новой, стабильной валюты привел к тому, что немецкой валюте стали доверять на международном рынке, начался новый рост немецкой экономики, который позволил активней выплачивать репарации, а сумма самих репараций была немного уменьшена, дабы не тормозить рост экономики.

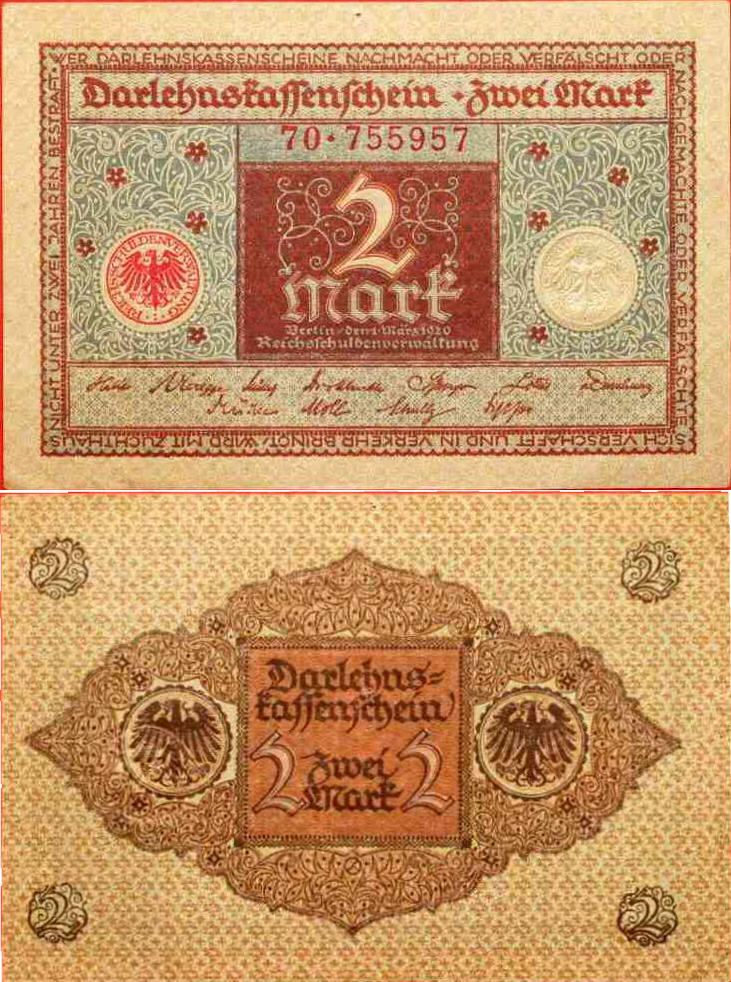
2 марки (1920)
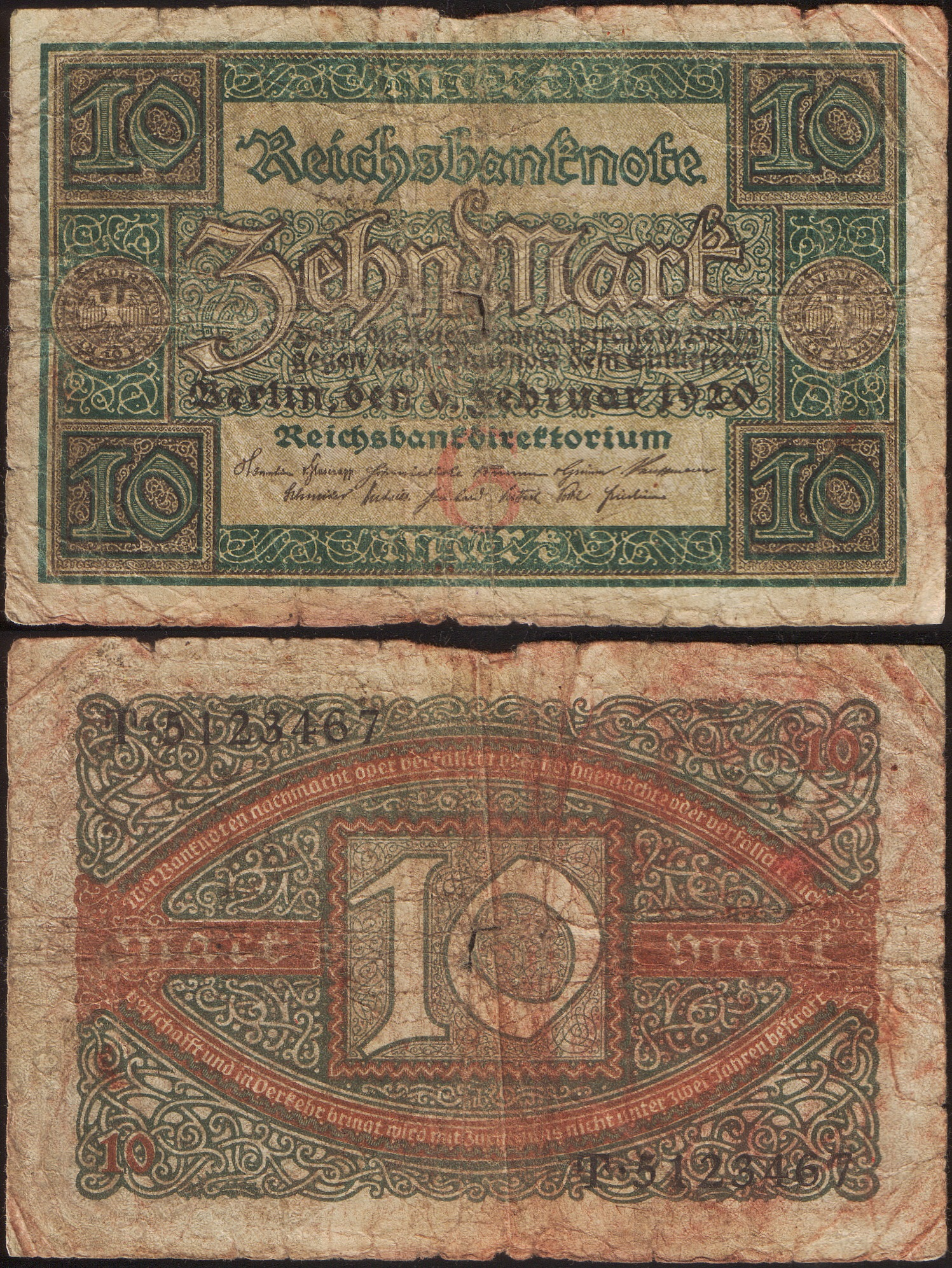
10 марок (1920)
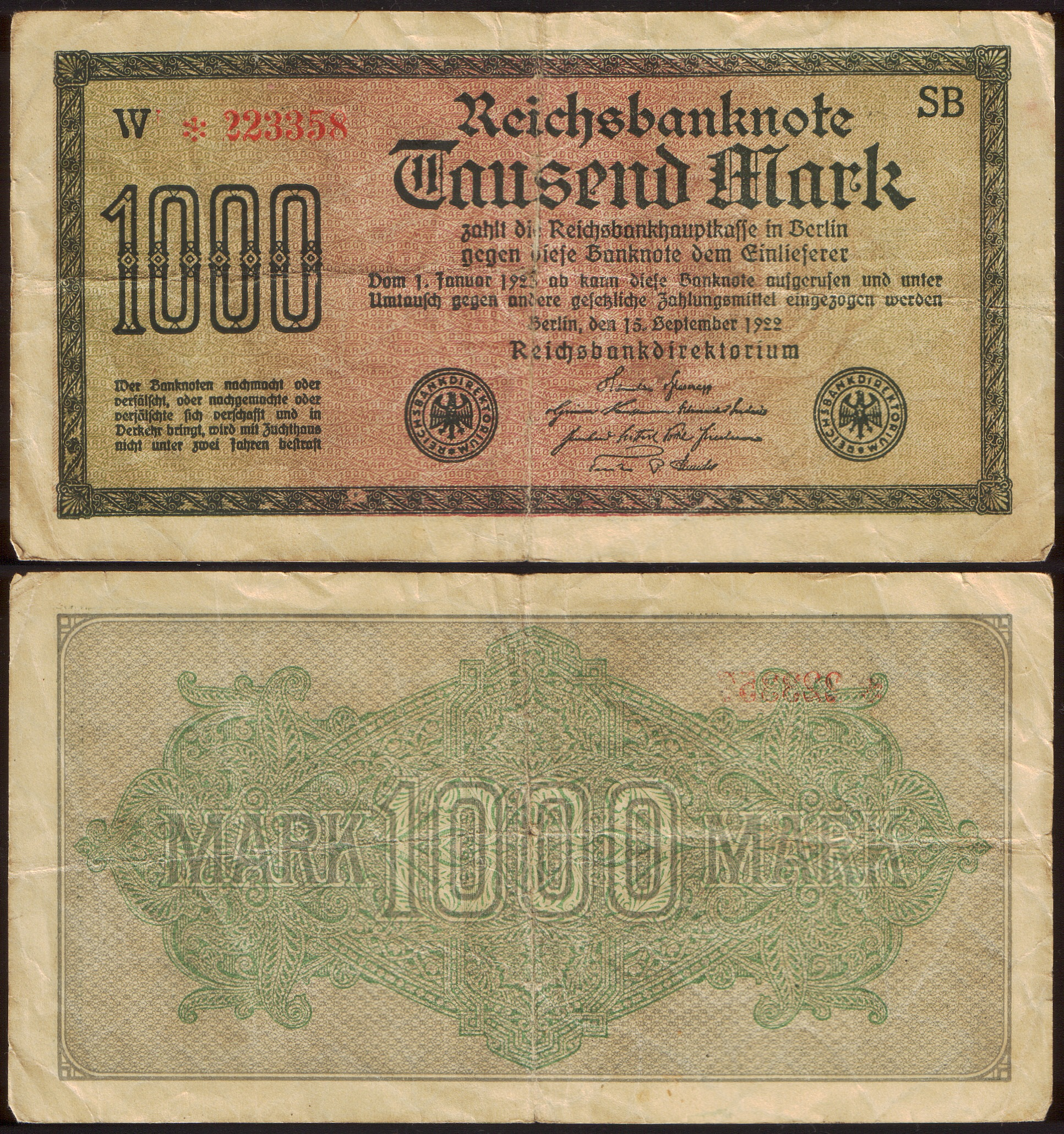
1000 марок (1922)
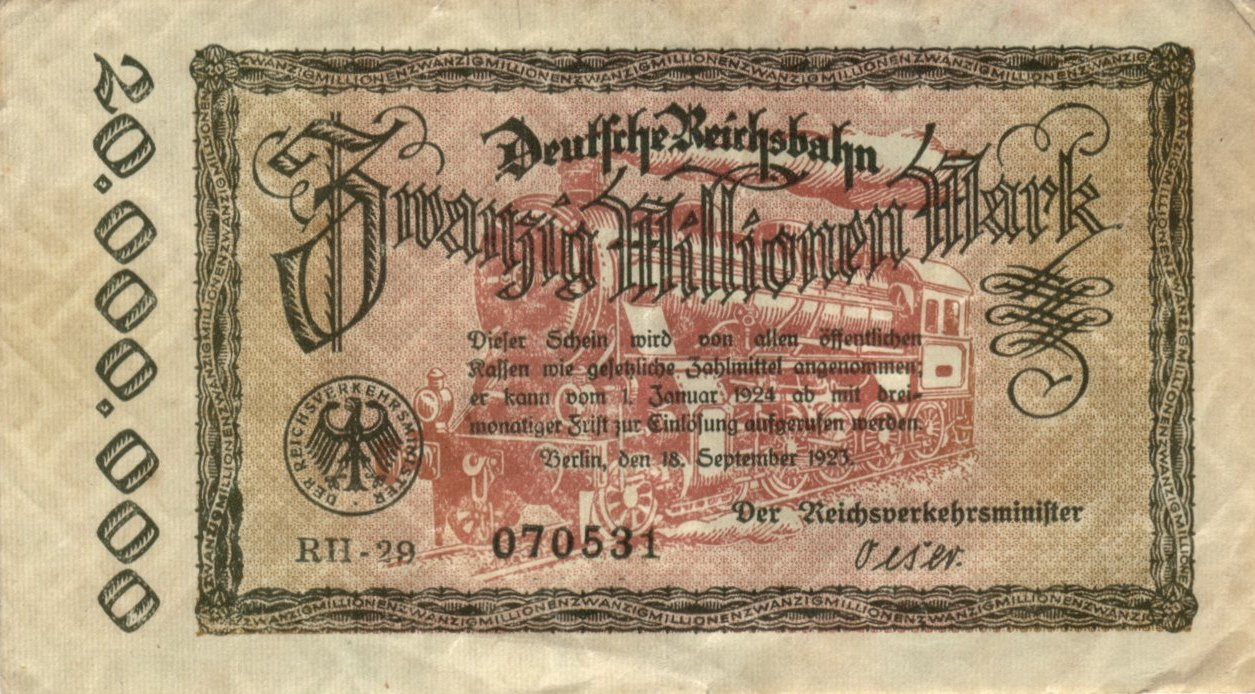
20 млн марок (1923)
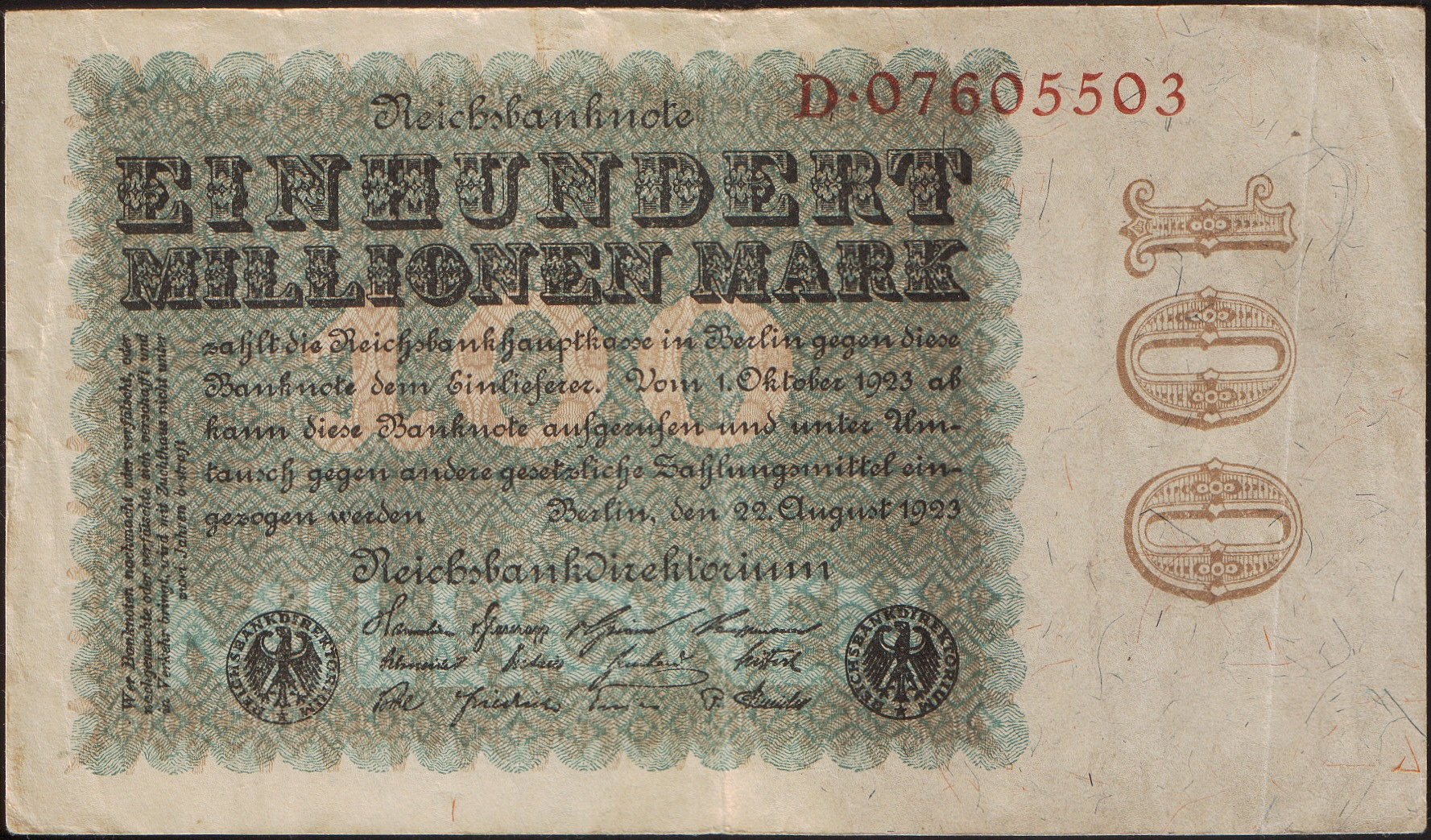
100 млн марок (1923)
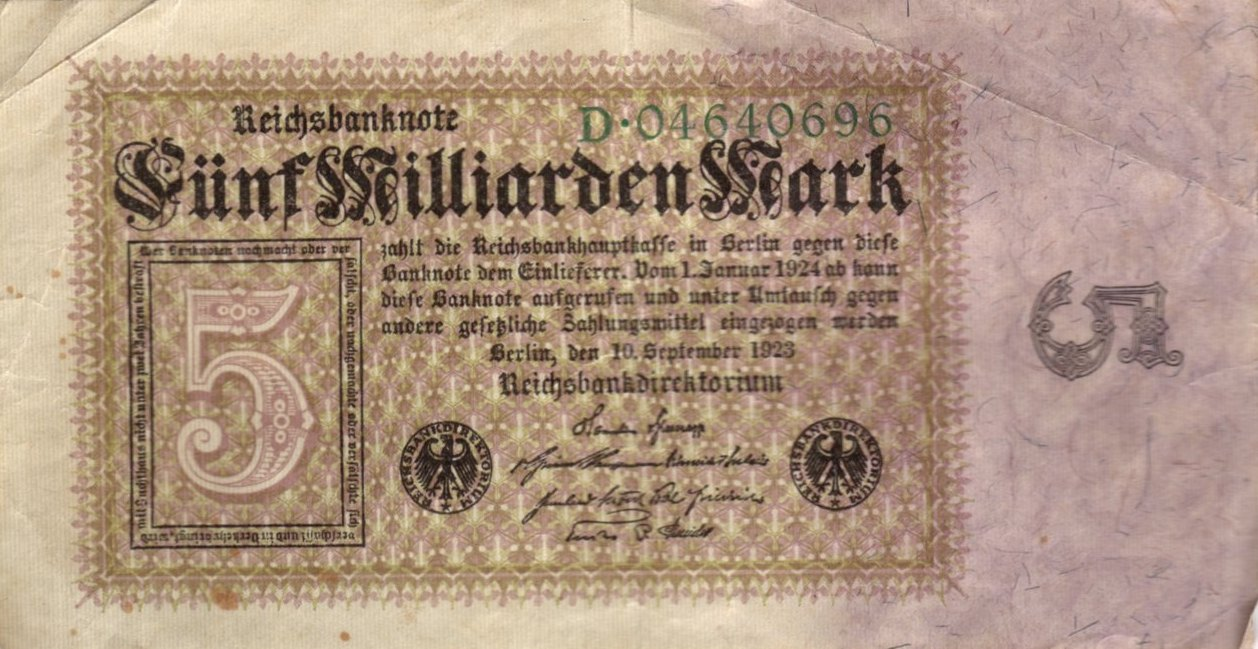
5 млрд марок (1923)
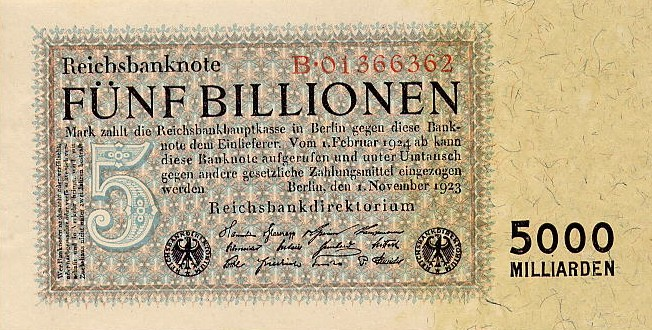
5 трлн марок (1923)
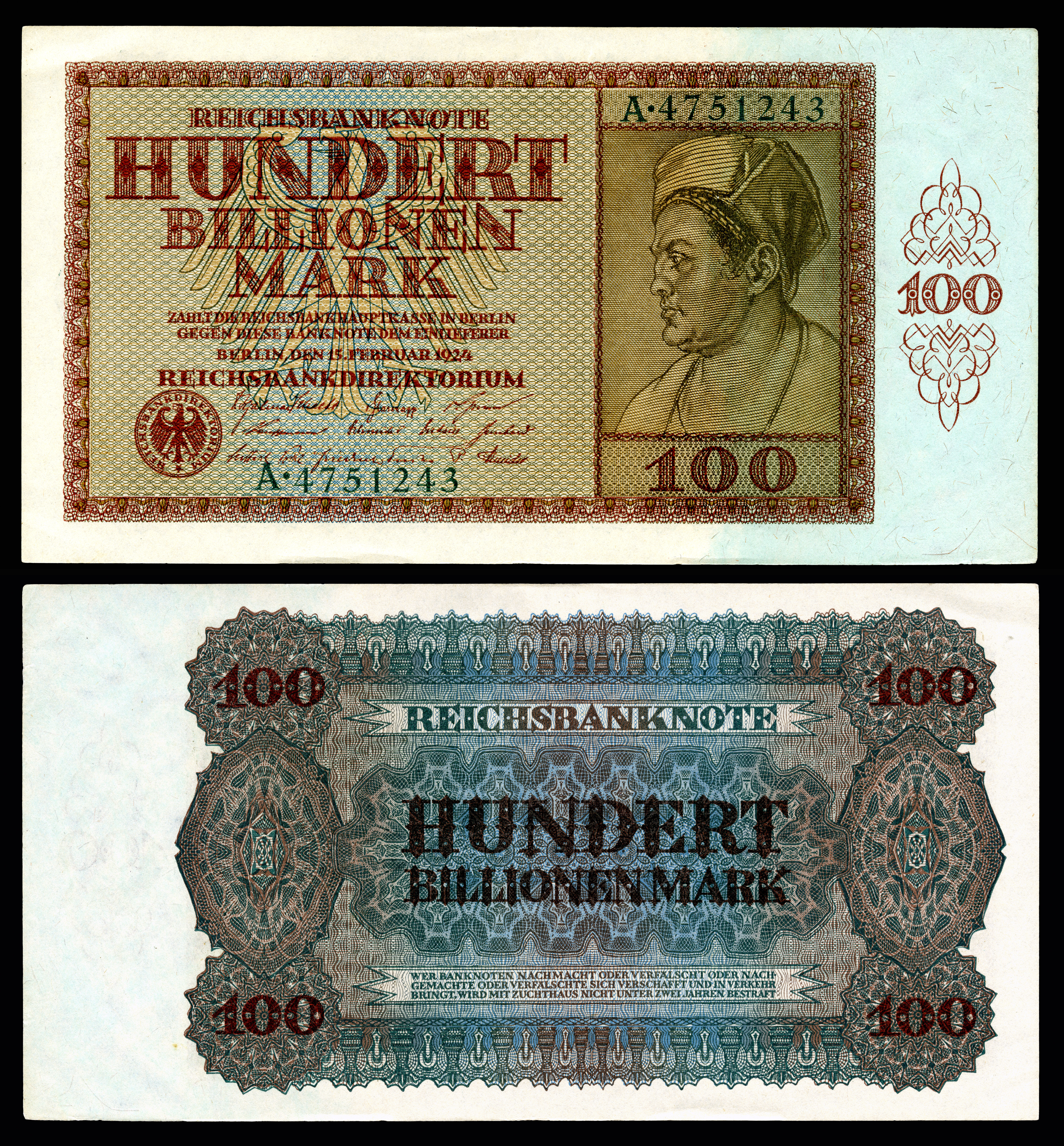
Самая крупная банкнота, 100 триллионов марок (1924)

## В художественной литературе
- Эрих Ремарк, Чёрный обелиск.